# Siggenham
Siggenham ist ein Ortsteil des Marktes Prien am Chiemsee im Landkreis Rosenheim an der Staatsstraße 2093 auf dem Weg zwischen Prien und der Gemeinde Frasdorf.
Als Sicenhaim, Sikinhaim, Sikkenkaim bzw. Sigenheim im 12. Jahrhundert erstmals schriftlich belegt, geht der Name auf eine abgekürzte Form von Sieghart zurück. Ob dabei ein Zusammenhang mit dem Grundfreien Sieghart besteht, der in der weiteren Umgebung Namensgeber des Ortes Siegharting war, ist nicht geklärt.